# Битка на Ебру
Битка на реци Ебро је поморска битка између картагињанске флоте под заповедништвом Химилко и римске флоте под заповедништвом Гнеја Корнелија Сципиона Калва. Битка се одвијала на ушћу реке Ебро у пролеће 217. п. н. е. Римска флота је имала 55 бродова, а картагињанска флота је имала 40 бродова. Картагињански командант у Иберији Хаздрубал Барка кренуо је у поход са флотом и копненом војском да би уништио римску базу северну од реке Ебро. Међутим након изненеднога напада римске флоте потпуно је уништен картагињански поморски контингент. Изгубили су 29 бродова и контролу над морем око Иберије. Победа је ојачала римску репутацију, па су се нека иберска племена побунила против Картагињана.

## Увод
Након победе над Ханоном у бици код Кисе Гнеј Корнелије Сципион Калв је консолидовао и учвршћивао римску контролу над подручјем северно од реке Ебро. Из своје базе у Тараку нападао је картагињанску територију јужно од реке Ебро. Из Рима није добијао већа појачања. Картагињански командант у Иберији Хаздрубал Барка мобилизовао је много иберијских војника, па је битно повећао своју војску. Током 218. п. н. е. приликом Ханибаловога одласка на поход Картагињани су у Иберији имали 40 ратних бродова. Током зиме 218/217. п. н. е. Хаздрубал Барка је опремио 10 нових бродова и обучио је нове посаде. Хаздрубал је одлучио да крене у поход на римске територије северно од Ебра. Хаздрубал је командовао копненом војском, а Хамилкар је командовао флотом од 40 бродова. Кренули су у поход дуж обале, а бродови би током ноћи били крај копнене војске. Гнеј Корнелије Сципион се бојао да је картагињанска копнена војска бројнија од његове војске, па је због тога одлучио да се бори у поморској бици. Имао је 35 римских бродова, а грчки савезнички град Масилија ( Марсељ ) послао му је 20 бродова.

## Битка
Када је дошла до реке Ебро картагињанска флота се усидрила близу естуарија. Пошто није било транспортних бродова, који би возили снабдевање морнари и посада кренули су у снабдевање по околини. Хаздрубал Барка је имао извиђаче, који су били задужени да осматрају и извиђају непријатељске активности, али Хамилкар није имао извиђачких бродова. Један пар бродова из Масилије уочио је усидрену картагињанску флоту, умакао је неопажено и упозорио Гнеја Корнелија Сципиона да је картагињанска флота усидрена крај реке Ебро. Римска флота испловила је из Тарака и налазила се на око 14 километара од картагињанске флоте у тренутку када је Сципион добио информацију од извиђачких бродова. Гнеј је на своје бродове укрцао бирану војску и кренуо је да нападне картагињанску флоту. Хаздрубалови копнени извиђачи уочили су римску флоту пре него што је морнарица уочила долазак опасности. Димним сигналима упозорили су своју флоту. Већина посада бродова била је у снабдевању, па су морали да журе на своје бродове и на брзину су испловили у лошем поретку. Због изостанка координације и изненађења неки бродови су имали премало посаде. Када је Хамилкар испловио Хаздрубал је извео своју копнену војску на обалу да би охрабрио флоту.
Римљани су имали предност не само у бројнијој флоти и фактору изненађења, него су њихови бродови имали већу борбену готовост јер је код Картагињана једна четвртина посаде била новообучена. Римска флота је имала 55 бродова, а картагињанска 40 бродова. Римљани су формирали две линије са 35 бродова у првој и 20 масилијиних бродова у другој линији. Масилијани су поседовали велико поморско знање. Римљани су се сукобили са каратгињанским бродовима и потопили су четири брода, а након тога попели су се и заробили још два брода. Картагињанске посаде су се обесхрабриле и бродовима су се усмерили на плажу и потражили заштиту међу копненом војском. Римљани су покупили и одвукли 25 бродова остављених на плажи.

## Последице и значај
Тај картагињански пораз имао је далекосежан значај. Хаздрубал Барка се одмах након пораза вратио до Нове Картагине бојећи се да ће римска флота напасти картагињанске територије. Пошто је био разбијен иберијски контингент у картагињанској морнарици Хаздрубал је био присиљен да или тражи појачање из Картагине или да гради нове бродове. Иберијске посаде су се показале јако лоше, а њихово отпуштање изазвало је побуну племена Трудетана, па је Картагина била присиљена да пошаље Хаздрубалу 4.000 пешака и 500 коњаника. Хаздрубал је током целе 216. п. н. е. имао проблема са гушењем побуне. Иако су Римљани заробили непријатељску флоту ипак им је у јесен 217. п. н. е. стигао Публије Корнелије Сципион са 30 бродова и 8.000 војника са инструкцијама да спречавају да Ханибал добија помоћ из Иберије. Било је то једино појачање, које су Римљани послали у Иберију до 211. п. н. е. Браћа Сципион нападали су Картагињанску Иберију и сукобили су се са Хаздрубалом Барком у бици код Дертозе 215. п. н. е. Гнеј Корнелије Сципион осигурао је неометано снабдевање римске војске у Иберији, а римска флота је нападала картагињанска подручја у Иберији. Једина већа картагињанска поморска експедиција из Иберије био је долазак Магона Барке у Италију 204. п. н. е.